# Toulenne
Toulenne je francouzská obec v departementu Gironde v regionu Akvitánie. V roce 2009 zde žilo 2 560 obyvatel.